# Лочкий Врх (Дестрник)
Лочкий Врх (словен. Ločki Vrh) — поселення в общині Дестрник, Подравський регіон‎, Словенія.